# Karljosef Schattner
Karljosef Schattner (* 24. August 1924 in Gommern; † 10. April 2012 in Eichstätt) war ein deutscher Architekt und Universitätsprofessor. Als Leiter des Diözesan- und Universitätsbauamtes Eichstätts prägte er über drei Jahrzehnte lang das Bild der Stadt mit seinem Werk „bestimmt vom klaren und sensiblen Einklang zwischen Altem und Neuem“, und setzte damit Maßstäbe in der Architektur. 

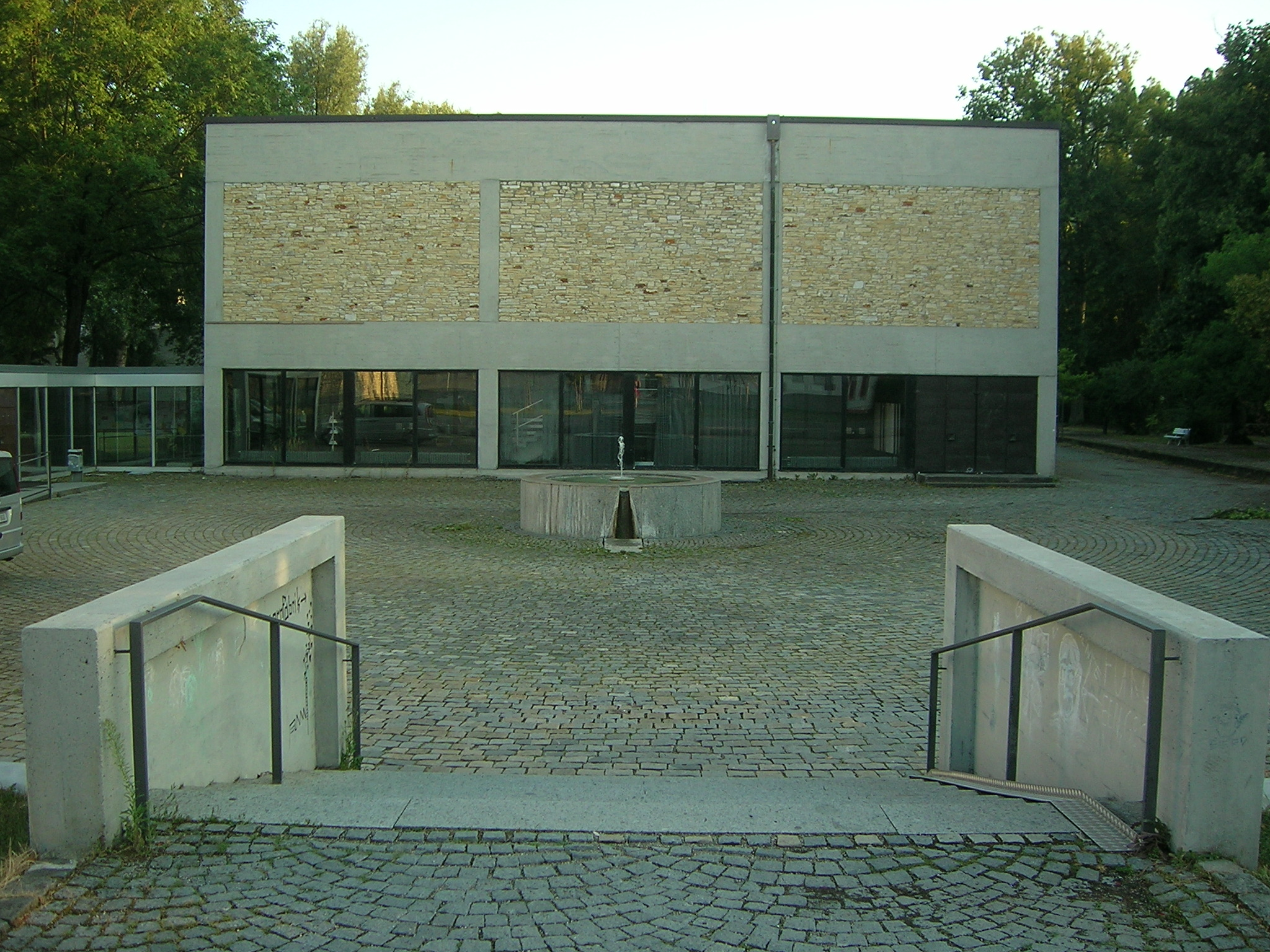
Katholische Universität Eichstätt-Ingolstadt

## Werdegang
Karljosef Schattner besuchte von 1934 bis 1942 die Oberschule in Magdeburg. 1942 zog er in den Kriegsdienst und kehrte 1945 mit einer lebensgefährlichen Verwundung aus dem Baltikum zurück. Zunächst wurde Schattner in US-amerikanischer Kriegsgefangenschaft im Militärlazarett Ingolstadt interniert. Von 1946 bis 1949 absolvierte er in Gommern eine Kaufmännische Lehre und heiratete nach seiner Übersiedlung nach Eichstätt Irmingard Ried. Karl Josef Schattner studierte von 1949 bis 1954 Architektur an der Technischen Hochschule München, u. a. bei Döllgast, Elsaesser, Hart, F. Krauss und Werner. Anschließend arbeitete er von 1953 bis 1955 bei Hart & Winkler in München und bis 1956 bei Josef Elfinger in Ingolstadt, mit dem er später wichtige Bauten realisierte. 1957 übernahm Schattner die Leitung des Diözesanbauamtes in Eichstätt und von 1972 an zudem auch die Leitung des Universitätsbauamtes der Katholischen Universität Eichstätt. Karljosef Schattner lehrte von 1985 bis 1994 als Honorarprofessor an der Technischen Universität Darmstadt und von 1989 bis 1991 war er Gastprofessor an der ETH Zürich. 1991 ging er in den Ruhestand. 2007 stiftete er der Universitätsbibliothek der Bauhaus-Universität Weimar 800 Bücher. Schattner starb 2012 im Alter von 87 Jahren in Eichstätt.
Einfluss von Scarpa
Prägend die Haltung von Schattner als Architekt waren die Arbeiten Carlo Scarpas. Das im Sinne Scarpas umgesetzte additive Fügen des Neuen zum vorhandenen Alten, der spannungsreiche Kontrast zwischen Schattners betont moderner Architektursprache und der bestehenden Bausubstanz formulieren das gestalterische Leitbild für seine Arbeit.

## Architekturverständnis
Er begann mit einer gemäßigten, regional beeinflussten Nachkriegsmoderne, die vom Brutalismus geprägt war – zum Beispiel bei den einzeln stehenden Gebäuden der ehemaligen PH Eichstätt von 1960–65 oder bei neuen Kirchenbauten. Seine wahre Stärke zeigte der Architekt jedoch bei der Umgestaltung und dem Wiederaufbau historischer Bausubstanz im barock geprägten Zentrum von Eichstätt.
- „Ich meine, daß der Dialog zwischen dem Heute und Gestern notwendig ist und eine Auseinandersetzung zwischen beiden stattfinden muß. Die Anpassung und noch so geschickt verpackte Imitation wird vorhandene historische Architektur entwerten. Wir kommen nicht umhin, mit unseren Mitteln, unseren Konstruktionen durch den Horizont unserer Zeit begrenzt, unsere Aufgaben zu lösen.“[8]
- „Wir werden dabei erfahren, daß durch eine Nachbarschaft moderner Architektur neue Anregungen für das Wahrnehmen, das Erkennen bislang unbekannter Eigenschaften historischer Architektur möglich gemacht wird. Architektur löste und löst immer dieselben Probleme: Material und dessen Struktur geltend zu machen. Rhythmus, Symmetrie und Asymmetrie anzuwenden. Licht und Schatten auszunutzen. Die Tektonik der architektonischen Massen, ihres Maßstabes und der wechselseitigen Proportionalität ihrer Bauteile einzusetzen.“[8]
- „Gerade die Vielfältigkeit und Vielseitigkeit historischer Architektur verlangt, daß wir mit Phantasie und Freude darauf reagieren. Wir müssen mit unseren Wünschen an die historischen Gebilde herangehen und sie lebendig machen. Der Wert, der von historischer Architektur ausgeht, liegt in der Vielfalt der Details, liegt in der Qualität derselben.“[8]
- „Es ist interessant, zu beobachten, wie unterschiedlich scheinbar gleiche Elemente sind. Diese Differenzierung macht den Reiz historischer Städte aus. Hierüber entsteht eine Individualität, die aber eine übergeordnete Verbindlichkeit nicht leugnet. Dies alles ist aus einer Geisteshaltung heraus entstanden und war niemals Tarnung. Ich meine, daß es auch heute möglich sein muß, die Probleme zu lösen allerdings nicht über die Tarnung und nicht über eine falsch verstandenen Individualismus, der im Grunde Egoismus ist.“[8]

## Bauten
Bauten von Schattner wurden fotografisch von Sigrid Neubert, Klaus Kinold und Ingrid Voth-Amslinger dokumentiert.
Eigene Bauten
- 1955: Haus Glossner, Eichstätt

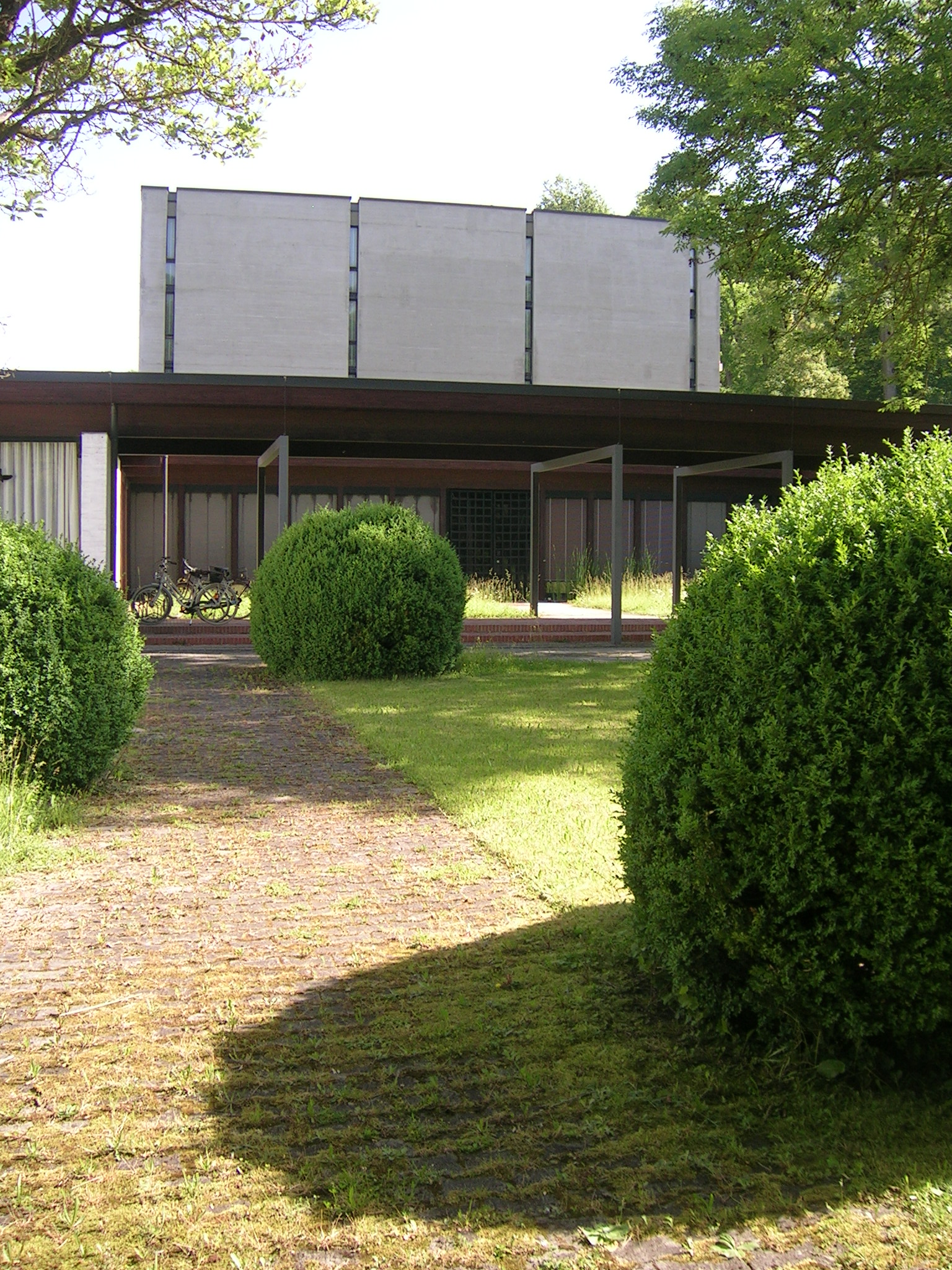
Hofgartenbibliothek, Eichstätt

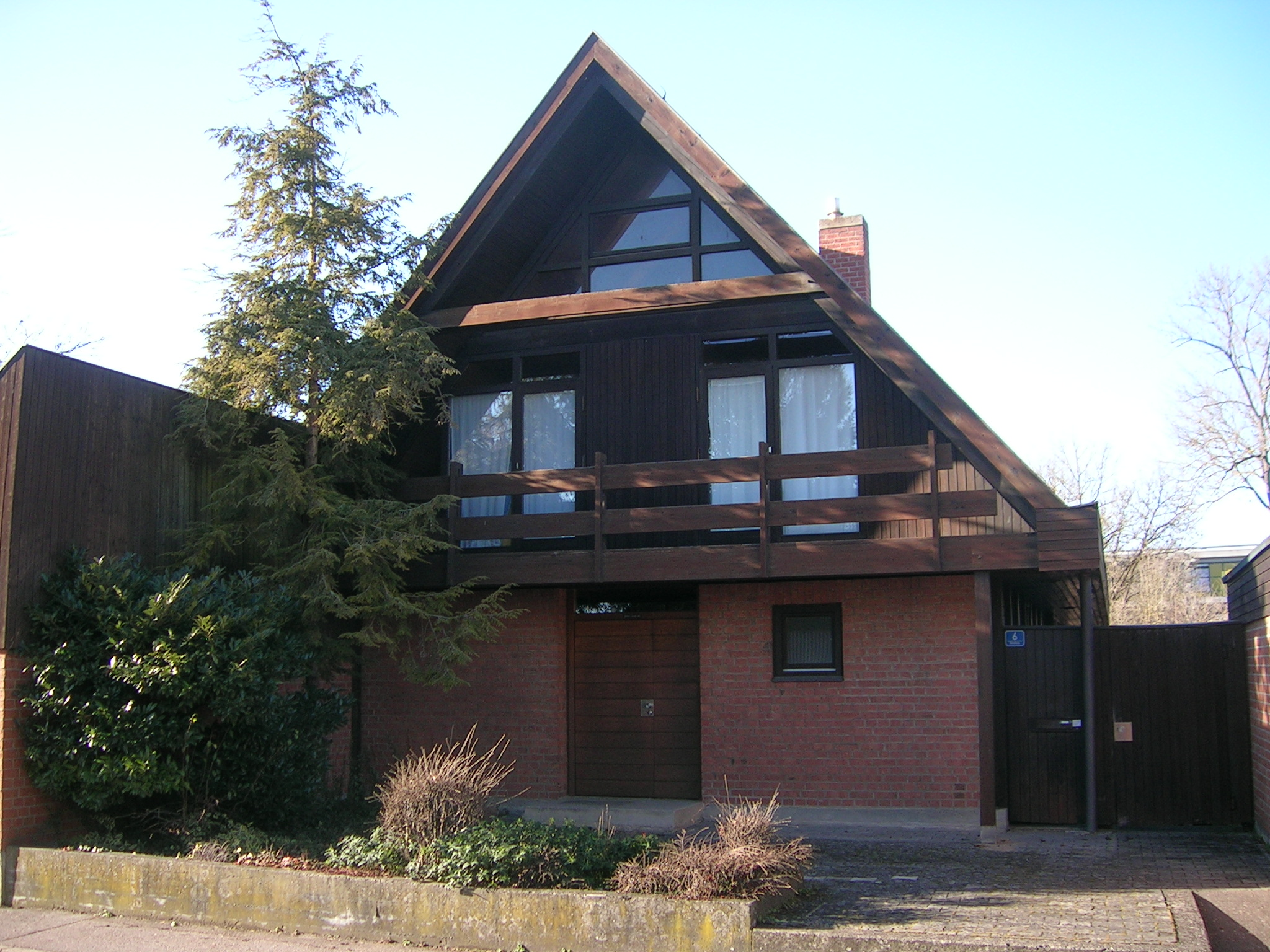
Haus Dr. Deinhart, Eichstätt

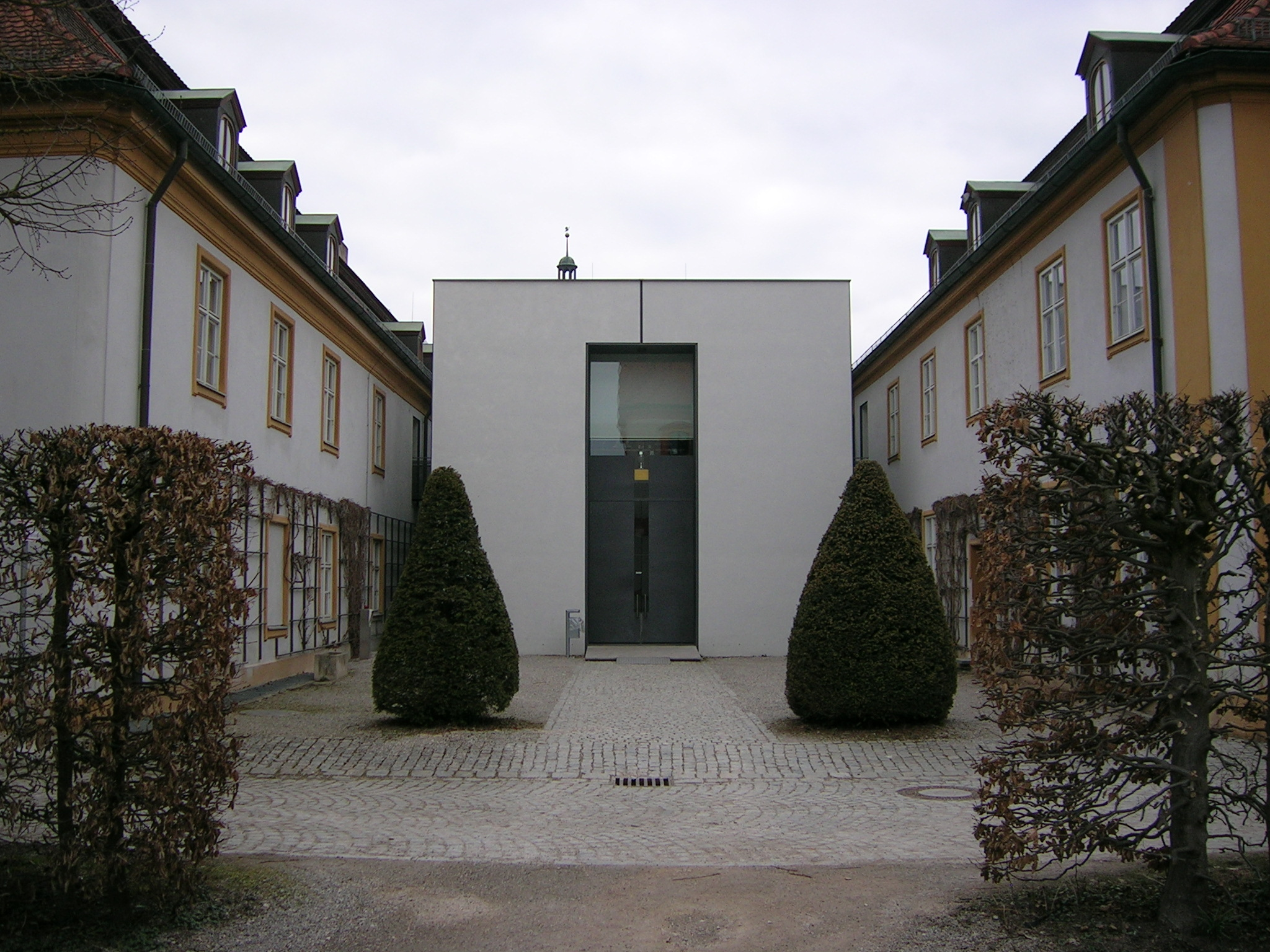
Lehrstuhl für Journalistik, Eichstätt

- 1957, 1967: Haus Schattner, Eichstätt-Spindeltal
- 1960–1961: Haus Rindfleisch, Eichstätt[9]
- 1968–1969: Haus Dr. Deinhart, Eichstätt-Schottenau mit Landschaftsarchitekt Gerhart Teutsch
- 1974–1976: Haus Dr. Diener, Eichstätt
- 1983: Wohnhaus des Dompropstes, Eichstätt
- 1984: Dachausbau am Marktplatz, Eichstätt mit Jörg Homeier[10]
- 1994–1996: Haus Mutschler, Ulm mit Wilhelm und Maria Huber und Landschaftsarchitekt Dieter Kienast

Bauten als Diözesanbaumeister in Eichstätt

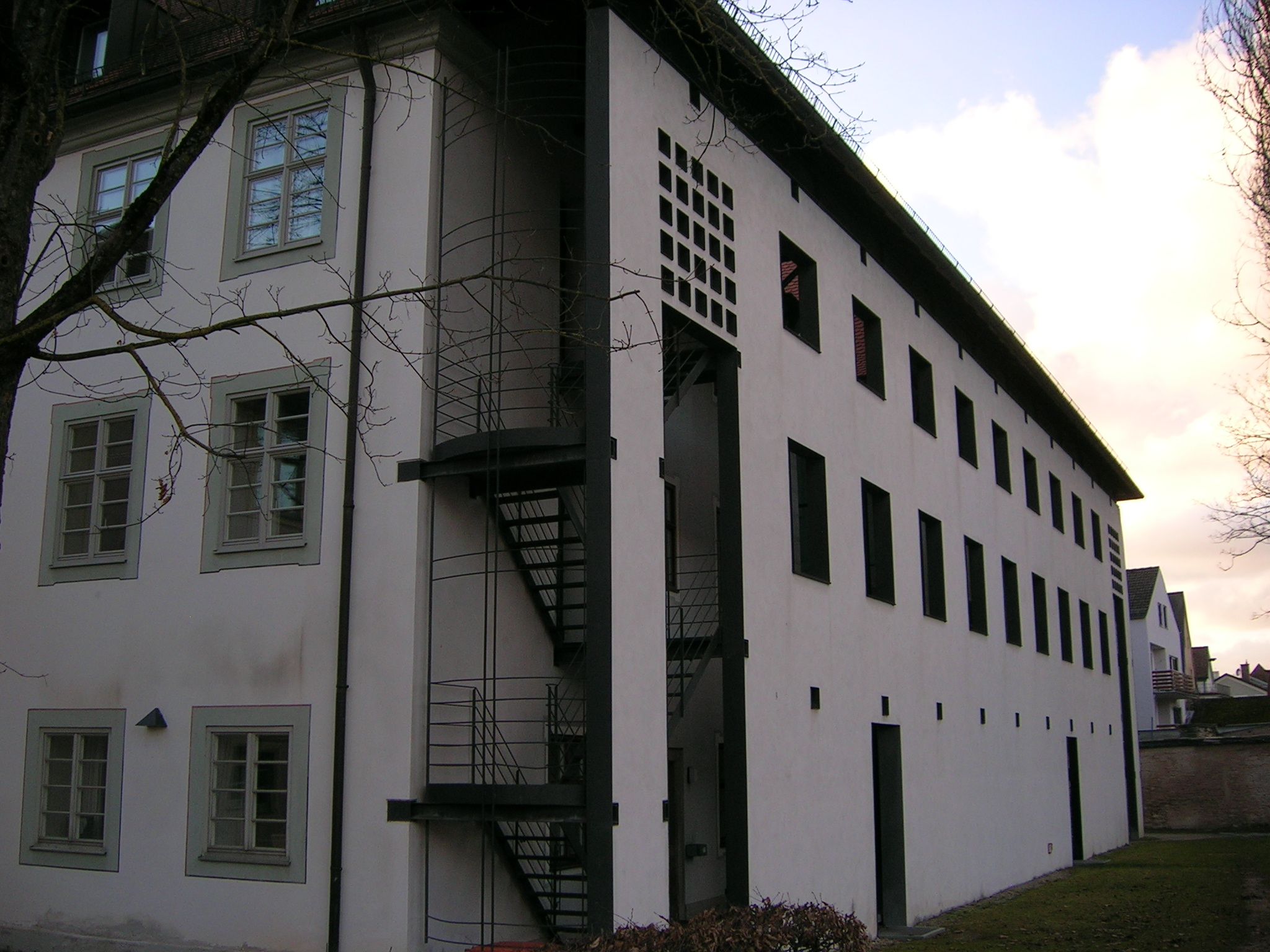
Ehemaliges Waisenhaus, Eichstätt

- 1959–1961: Studentinnenheim Maria Ward mit Josef Elfinger[11] (verändert)
- 1963–1964: Hofgartenbibliothek (KU) mit Landschaftsarchitekt Gerhart Teutsch
- 1960–1965, 1979–1980: Katholische Universität Eichstätt-Ingolstadt (KU) mit Josef Elfinger und Landschaftsarchitekt Gerhart Teutsch[12]
- 1963–1965: Heilige Familie mit Künstler Franz Rindfleisch und Blasius Gerg
- 1965–1966: Umbau ehemalige Domdekanei zum Bischöflichen Ordinariat
- 1967–1969: Schülerheim St. Richard
- 1964–1970: Caritas Seniorenheim St. Elisabeth, Eichstätt Landschaftsarchitekt Gerhart Teutsch (verändert)[13]
- 1970–1974: Umbau der ehemaligen fürstbischöflichen Sommerresidenz zu einem Verwaltungsgebäude (KU)
- 1976–1978: Domdekanei
- 1973–1976: Juramuseum, Willibaldsburg
- 1978–1980: Umbau Ulmer Hof
- 1979–1981: Verwaltungsgebäude
- 1979–1981: Studentenzentrum
- 1977–1982: Ausbau des Diözesanmuseum
- 1981–1984: Um- und Neubau Bischöfliches Seminar
- 1985: Anbau an das Diözesanarchiv
- 1985–1987: Lehrstuhl für Journalistik,[14] in Verbindung mit ehem. Kavalierhaus und Orangerie
- 1985–1988: Umbau ehemaliges Waisenhaus
- 1985–1988: Mensa (KU)
- 1993: Bischöfliches Archiv
- 1996: Umbau eines Altenwohnheims zum Pflegeheim

außerhalb Eichstätts:
- 1963–1964: Pfarrhaus, Möckenlohe
- 1964: Pfarrhof, Preith (2020 abgerissen)
- 1969–1972: Personalgebäude, Schloss Pfünz mit Landschaftsarchitekt Gerhart Teutsch
- 1968–1970: St. Martin, Etzelwang
- 1971–1974: Langhaus St. Andreas, Adelschlag
- 1987–1992: Anbau am Schloss Hirschberg, Beilngries mit Karl-Heinz Schmitz und Lichtplaner Walter Bamberger[15]

## Ehrungen und Preise
als Diözesanbaumeister:
- 1977: Anerkennung – Deutscher Architekturpreis für Umbau der Sommerresidenz zu einem Verwaltungsgebäude der KU
- 1981: BDA Preis Bayern für Verwaltungsgebäude, Eichstätt
- 1981: Architekturpreis Beton für Verwaltungsgebäude, Eichstätt
- 1983: BDA Preis Bayern für Umbau des Ulmer Hofs, Eichstätt[16]
- 1994: Nominierung – Mies van der Rohe Award für Bischöfliches Archiv, Eichstätt[17]

persönliche Ehrungen:
- 1982: Medaille für besondere Verdienste um den Denkmalschutz des Bayerischen Kultusministeriums
- 1986: Heinrich-Tessenow-Medaille
- 1988: Deutscher Kritikerpreis in der Kategorie Architektur
- 1990: Großer Architekturpreis des Bundes Deutscher Architekten
- 1994: Kunst- und Kulturpreis der deutschen Katholiken
- 1996: Honorary Fellow of the Royal Incorporation of Architects, Schottland
- 1997: Bundesverdienstkreuz am Bande des Verdienstordens der Bundesrepublik Deutschland
- 1998: Ehrensenator der Katholischen Universität, Eichstätt
- 2004: Ordo Sancti Silvestri Papae (Ritter des Päpstlichen Ordens des Heiligen Silvester)
- 2008: Ehrenbürger der Stadt Eichstätt
- 2009: Leo-von-Klenze-Medaille[18]

Folgende Bauwerke sind Baudenkmäler und sind im Bayerischen Landesamt für Denkmalpflege eingetragen:
- Ostenstraße 18 ist Baudenkmal von Eichstätt[19]
- Kollegiengebäude der Katholischen Universität ist Baudenkmal von Eichstätt[20]
- Katholische Kirche Zur Heiligen Familie ist Baudenkmal von Eichstätt[21]
- Institut für Journalismus der KU ist Baudenkmal von Eichstätt[22]
- Waisenhaus ist Baudenkmal von Eichstätt[23]
- Studentenzentrum ist Baudenkmal von Eichstätt[24]
- Mensa der KU ist Baudenkmal von Eichstätt[25]
- Haus Schattner ist Baudenkmal von Eichstätt[26]
- Haus Dr. Deinhart ist Baudenkmal von Eichstätt[27]
- Haus Dr. Diener ist Baudenkmal von Eichstätt[28]
- Langhaus St. Andreas ist Baudenkmal von Adelschlag[29]
- St. Martin ist Baudenkmal von Etzelwang[30]

## Zitate
- „Die Gegenwart leugnen hieße die Geschichte leugnen.“[31]

## Mitarbeiter von Schattner im Diözesanbauamt Eichstätt
- 1960–1988: Andreas Fürsich
- 1977–1988: Jörg Homeier[32]
- 1982–1988: Norbert Diezinger[33]
- 1959–1989: Anton Nitsch
- 1985–1989: Wilhelm Huber[34]
- 1961–1991: Hans Polak
- 1987–1992: Karl-Heinz Schmitz[35]

## Akademische Mitarbeiter
- Patrick Gmür

## Ausstellungen
- 1980: Antwerpen
- 1983: Berlin IDZ
- 1984: Augsburger Zeughaus
- 1986 Universität Köln, Technische Universität Eindhoven
- 1986: Sevilla
- 1989: Bauten und Projekte – Architekturforum Zürich
- 1990: École polytechnique fédérale de Lausanne
- 1991: Architekturmuseum Brügge
- 1993: Universität Karlsruhe
- 1994: Sächsischer Landtag Dresden
- 1994: L’ordre des Architectes et des Ingénieurs-Conseils
- 2024: 100 Jahre Schattner – Ausstellung im Eichstätter Diözesanmuseum

## Filmografie
- Neue Architektur im alten Palais. Dokumentarfilm, Deutschland, 1984, 43 Min., Buch und Regie: Dieter Wieland, Kamera: Hermann Reichmann, Produktion: Bayerischer Rundfunk, Reihe: Topographie, Inhaltsangabe und online-Video vom BR.